# 堤林數衛

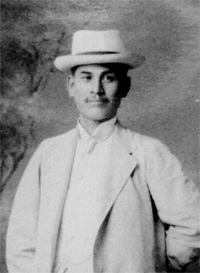
堤林數衛的肖像。

堤林數衛（日语：／ Tsutsumibayashi Kazue，1873年12月—1938年1月23日），是一位出身山形縣新庄宮内町的日本貿易商人。

## 生平
1873年12月，堤林數衛出生於山形縣新庄宮内町；他是堤林繁美的長子。
1896年，堤林數衛前往臺灣任職監獄看守（另一說為巡查），並入大稻埕稻江義塾習臺灣話，因此認識茶商郭春秧。
1898年，堤林數衛入郭春秧旗下郭河東貿易公司，並運用其語言能力協助處理法律事務；此後，郭春秧曾擔任臺北茶商公會會長，堤林數衛同時任職通譯與書記長。
1906年，堤林數衛協助處理郭河東公司與德昌棧之間因違約損害糾紛而請求賠償的案件；同時，堤林數衛也在臺北獨資經營小額買賣。
1907年，堤林數衛返鄉與高山キヨ結婚。
1909年，堤林數衛率領多位青年前往南洋經商；隨後，他以走賣膏藥、雜貨起始，後累積資金而於三寶壟成立「南洋商會」，以進口日本貨品進行雜貨貿易為主要業務，復逐步增設分店，又經營農園，同時參與於華南銀行、南洋倉庫株式會社、製油會社等事業。當時，堤林數衛被與有馬彥吉合稱為爪哇兩大成功者。
第一次世界大戰發生後，經濟開始景氣衰退，堤林數衛的事業也深受影響，終於1928年宣告解散並各自獨立。
1929年起，堤林數衛在伊豆大島和小笠原島進行投資。
1938年，堤林數衛因咽喉癌病逝於小笠原島。

## 外部鏈結
- 日治時期南進的企業家：新開放「堤林數衛文書」 | 中央研究院臺灣史研究所檔案館 （页面存档备份，存于）
- 堤林數衛個人照片及關係圖像 - 數位典藏與數位學習聯合目錄 （页面存档备份，存于）
- 堤林数衛 - 新庄市 （页面存档备份，存于）（日語）
- 堤林数衛 - 山形県立図書館（日語）
- 堤林数衛の精神的 ｢回心」 （页面存档备份，存于）（日語）